# Meiji Holdings
Meiji Holdings Company, Ltd. 明治ホールディングス株式会社 (TYO: 2269
) er et japansk børsnoteret konglomerat. Det blev etableret i 2009 ved en fusion mellem Meiji Seika og Meiji Dairies og har hovedsæde i Chuuou i Tokyo. Meiji Co., Ltd.
Meiji Co., Ltd. udgør fødevaredelen i koncernen og deres produkter omfatter bl.a. snacks, konfekture og mejeriprodukter.
Meiji Seika Pharma Co., Ltd. udgør medicin-delen i koncernen.